# D/1770 L1
D/1770 L1是一顆1770年肉眼可見的彗星，因天文學家安德斯·約翰·萊克塞爾（Anders Johan Lexell）計算其軌道，也稱為「萊克塞爾彗星」（Lexell's Comet）。在歷史上所有的彗星中，它是距離地球最近的一顆。目前該彗星被分類為迷蹤彗星。
該彗星接近地球僅0.015天文單位的距離（2,200,000公里；1,400,000英里），相當於地球到月球距離的六倍。

## 觀測歷史
1770年6月14日，夏爾·梅西耶在觀測木星時發現了這顆彗星，當時他在人馬座發現了一個陌生的星雲，當時亮度大概在5等左右。
發現時，這顆彗星正在接近太陽和地球。彗星的尺寸迅速增大，6月20日，梅西耶首次用肉眼觀測到它；6月24日，彗星的亮度已達到2等。6月26日，這顆彗星首次在中國和北美洲被觀測到，一天後又在英國被觀測到。這顆彗星沒有尾巴，但彗髮直徑為1/2°。
6月底，這顆彗星以極快的速度劃過天空。7月1日，它經過地球時，距離略多於200萬公里，彗髮的大小幾乎為2.5°，是滿月大小的五倍。這顆彗星在24小時內在天空中移動了 42°，並在7月2日達到了最大北邊（赤緯+81°） 。幾天之後，它離太陽越來越近，再也看不見了，消失在明亮的暮色中。
雖然無法觀測到這顆彗星，但亞歷山大·居伊·潘格雷（Alexandre Guy Pingré）計算出了第一個初步軌道，因此梅西耶在7月19日黎明再次開始尋找這顆彗星。由於天氣不好，他直到8月3日才再次找到彗星，然後在八月和九月繼續觀察。8月11日，彗星亮度已降至4至5等，8月20日，梅西耶首次觀測到非常微弱的尾巴。不久之後，不再可能使用肉眼觀察彗星。到八月底，彗星亮度已降至5至6等。
從九月開始，只有梅西耶觀測到這顆彗星。10月2日，梅西耶將其描述為“幾乎看不見”。10月3日則將其描述為“極其微弱且很難觀察”，這是人們最後一次看到這顆彗星。
這顆彗星的亮度達到了2等。